# Giuseppe Soriero
Giuseppe Carmine Soriero (Satriano, 24 luglio 1950) è un politico italiano.
È stato deputato alla Camera dal 23 aprile 1992 al 29 maggio 2001 per 3 legislature (XI, XII e XIII) e sottosegretario di Stato al Ministero dei trasporti e della navigazione dal 22 maggio 1996 al 21 ottobre 1998 nel governo Prodi.

## Biografia
È sposato ha due figli, è laureato in Architettura e svolge la professione di Architetto, dal 1976 è iscritto all'ordine degli architetti, nel 1977 è componente del direttivo nazionale dell'Istituto Nazionale di Urbanistica (I.N.U.).
Dal 2008 è Docente di Storia dell'intervento pubblico nell'economia del Mezzogiorno presso l'Università Magna Grecia di Catanzaro, dal 2008 è anche componente della consulta per il mezzogiorno del CNEL.Nel Giugno del 2003 fonda l'Associazione “il CAMPO idee per il futuro” per contribuire ad ampliare la conoscenza delle trasformazioni economiche, sociali, politiche ed istituzionali sul Mezzogiorno d'Italia, in relazione ai nuovi scenari europei e internazionali. Nell'ottobre 2013 viene nominato componente del comitato di presidenza della Svimez.

## Attività politica e incarichi istituzionali
Inizia la sua attività politica come componente delle Direzioni Nazionali del PCI, PDS, DS dal 1988 al 2006, nel 2007 (cimentandosi nelle elezioni primarie) viene eletto componente della prima Assemblea Costituente del PD. Nel 1990 viene eletto consigliere comunale di Catanzaro tra le file del PDS, dal 1992 al 2001 viene eletto per tre volte consecutive Parlamentare Nazionale presso la Camera dei deputati ( XI, XII, XIII) sempre tra le file del PDS poi Progressisti e infine DS L'Ulivo, nel 1996 con il Governo Prodi I viene nominato Sottosegretario di Stato ai trasporti e alla navigazione carica che manterrà fino al 1998. Dal 1997 al 2000 sarà presidente del comitato interministeriale per l'area ed il porto di Gioia Tauro. 
Alle elezioni politiche del 2006 si candida al Senato della Repubblica, tra le liste dell'Italia dei Valori, come indipendente DS, nelle circoscrizioni Calabria e Lazio e come testa di lista in Lombardia e Puglia, ma non diventerà senatore. 
Dal 2007 al 2009 lavora presso la Presidenza del Consiglio dei ministri (Ufficio del Consigliere Diplomatico). Nel 2009 supera la selezione per docente di Storia economica del Mezzogiorno presso l'Università Magna Graecia di Catanzaro. Nel 2010 durante l'Amministrazione di Rosario Olivo viene nominato assessore comunale presso il Comune di Catanzaro con delega all'Urbanistica, incarico che conserva fino a maggio 2011. 
Alle elezioni politiche del 2013 viene ricandidato al Senato all'ottava posizione della lista PD nella regione Calabria ma non viene eletto. Continua a insegnare all'Università elaborando diverse ricerche e pubblicazioni tra cui nel 2014 il volume "Sud 20 anni di solitudine". 
Nel 2018 viene insignito dell'onorificenza di Cavaliere di Gran Croce al Merito della Repubblica.  
Nel 2020 è eletto Presidente della Conferenza nazionale dei Presidenti delle Accademie Statali. 
Nel 2022 viene nominato Presidente dell'Accademia di Belle Arti di Roma. 